# بيندكت وونغ
بيندكت وونغ (بالإنجليزية: Benedict Wong)‏ هو ممثل بريطاني، ولد في 1970 بمانشستر في المملكة المتحدة. بدأ مشواره المهني سنة 1992.

## أعمال

### أفلام
- (2000) الليالي العربية
- (2001) لعبة تجسس[4][5]
- (2007) ضوء الشمس
- (2009) قمر[6][7]
- (2011) جوني إنجلش ريبورن[8]
- (2012) بروميثيوس[9][10][11]
- (2013) طائر الطنان
- (2013) كيك-آس 2[12]
- (2015) المريخي
- (2016) دكتور سترينج[13]
- (2018)  الحرب اللانهائية[14][14]
- (2018) إبادة[15]
- (2019)  نهاية اللعبة[16][17]

### مسلسلات
- الليالي العربية
- ماركو بولو

## وصلات خارجية
- بيندكت وونغ على موقع IMDb (الإنجليزية)
- بيندكت وونغ على موقع روتن توميتوز (الإنجليزية)
- بيندكت وونغ على موقع قاعدة بيانات الأفلام العربية
- بيندكت وونغ على موقع ألو سيني (الفرنسية)
- بيندكت وونغ على موقع أول موفي (الإنجليزية)
- بيندكت وونغ على موقع قاعدة بيانات الأفلام السويدية (السويدية)
- بيندكت وونغ على موقع قاعدة بيانات الفيلم (الإنجليزية)
- بيندكت وونغ على موقع ليتربوكسد (الإنجليزية)
- بيندكت وونغ على موقع كينوبويسك (الروسية)